# Omar (Virginia Occidental)
Omar es un lugar designado por el censo ubicado en el condado de Logan en el estado estadounidense de Virginia Occidental. En el Censo de 2010 tenía una población de 552 habitantes y una densidad poblacional de 186,95 personas por km².

## Geografía
Omar se encuentra ubicado en las coordenadas 37°45′28″N 81°59′51″O / 37.75778, -81.99750. Según la Oficina del Censo de los Estados Unidos, Omar tiene una superficie total de 2.95 km², de la cual 2.91 km² corresponden a tierra firme y (1.32%) 0.04 km² es agua.

## Demografía
Según el censo de 2010, había 552 personas residiendo en Omar. La densidad de población era de 186,95 hab./km². De los 552 habitantes, Omar estaba compuesto por el 92.03% blancos, el 7.43% eran afroamericanos, el 0.18% eran amerindios, el 0% eran asiáticos, el 0% eran isleños del Pacífico, el 0% eran de otras razas y el 0.36% pertenecían a dos o más razas. Del total de la población el 1.99% eran hispanos o latinos de cualquier raza.